# Iambe
Iambe (altgriechisch Ἰάμβη Iámbē) war in der griechischen Mythologie eine Dienerin im Haus des Keleos, des mythischen ersten Königs von Eleusis. Die Gestalt der Iambe wird auch mit der ähnlichen Figur der Baubo identifiziert.

## Mythos
Der Mythos stammt aus der "Homerischer Hymnos an Demeter", welche um 600 v. Chr. komponiert wurde.
Als die um ihre von Hades in die Unterwelt entführte Tochter Persephone trauernde Göttin Demeter in Gestalt einer alten Frau bei Keleos einkehrt, mag sie sich zuerst nicht setzen, bis Iambe ihr einen einfachen Stuhl bringt. Doch auch dann bleibt sie ernst und voll Trauer, bis es Iambe durch lose Scherze gelingt, die Göttin zum ersten Mal seit der Entführung ihrer Tochter wieder zum Lächeln zu bringen. Auf dieses Scherzen sollen die rituellen Scherz- und Schimpfreden der Teilnehmer während der Mysterien von Eleusis zurückgeführt werden.
Nach dem Etymologicum magnum war Iambe thrakischen Ursprungs und eine Tochter von Pan und Echo. Ein etymologischer Zusammenhang mit Jambus als Versmaß einerseits und andererseits Worten mit der Bedeutung „schmähen“, „spotten“ wird angenommen, unklar ist allerdings die Richtung der Abhängigkeit.